# ギャグゲリラ
『ギャグゲリラ』は、『週刊文春』で1972年10月16日号から1982年12月23・30日合併号まで連載されていた赤塚不二夫による漫画作品。連載時の正式タイトルは『赤塚不二夫のギャグ・ゲリラ』。

## 概要
漫画誌ではなく、一般向け成人雑誌に初めて連載された、『おそ松くん』『天才バカボン』『もーれつア太郎』『レッツラゴン』に続く代表的な赤塚ギャグ作品の一つ。
強烈なギャグとキャラクター、そして巧みな時事ネタの引用で読者を牽引した。

### 連載開始に至る経緯
1972年6月、『天才バカボン』他で第18回文藝春秋漫画賞を受賞した赤塚は、『文藝春秋』誌上にて、井上ひさしの戯曲をコミカライズした『ひさし笑劇場』（1972年8月号〜1973年11月号連載。1972年11月号より隔月連載。）の連載依頼を受ける。
劇場プログラムの二本立て興行のように、文字と漫画をドッキングさせたこのコラボ企画の面白さに目を付けた当時『週刊文春』の編集長であった宮田親平は、赤塚漫画の新連載を同誌上にてスタートしてみはどうかと発案。『ひさし笑劇場』の連載開始と同時期に、受賞記念で「オール読物」に再録した『天才バカボン』の「ミュージカルでバカボンなのだ」（『週刊少年マガジン』1972年15号）と同じく受賞を祝し、『週刊文春』誌上に掲載した中編読み切り『護送』が好評を博したことも『ギャグゲリラ』連載開始の誘因となった。
それまで一般週刊誌に掲載される漫画は、1コマ、2コマ、1ページ、2ページが通常であったが、『護送』の掲載に際しては、異例ともいえる12ページものページ数が与えられ、『ギャグゲリラ』の連載開始の際にも、毎回8ページという紙幅が用意された。
当時、少年漫画週刊誌、少年漫画月刊誌が主なる活躍の場だった赤塚にとって『週刊文春』という超メジャー級の一般週刊誌に連載を持つことは夢であり、目標であった。
そのため、赤塚の『ギャグゲリラ』に懸ける意欲も並々ならぬものがあり、当時、毎日が締め切りというタイトスケジュールでありながらも、連載第一回目では、下絵だけではなく、赤塚自らペン入れからベタ入れまでこなし、丸々一話を一人で完成させたという。

### オイルショックによる減ページ
好調なスタートダッシュを飾った『ギャグゲリラ』だったが、第四次中東戦争勃発に端を発する原油供給の逼迫、すなわちオイルショックがもたらした折からの紙不足は、出版界全体に大きな大打撃を与え、1974年以降『ギャグゲリラ』の掲載スペースも8ページから6ページへと削減される。
連載当初の『ギャグゲリラ』は、タイトル部分に通信社から購入したり、写真部が撮影した没写真をはめ込み、それを肩代わりにしていたが、減ページのため、漫画部分を少しでも確保しなければならない急場の策から、以降ナンセンスフォトの掲載は取り止めざるを得なくなる。
減ページは赤塚にとっても、切実な問題であり、後にこのような述懐を残している。
「急に八ページから六ページになるってのは、けっこう大変なことなんだ。マンガにはリズムってのがあるんだよ。アイデアを考えるとき、頭の中に八ページの長さがあって、それで考える。それで台詞をいれていくから、ピタッと八ページで終わるわけ。それが急に六ページになると、これ苦労するんだよ。ページが減るっていうんじゃなくて、アイデアの考え方を変えなきゃいけない。八ページで笑わせるのと、六ページで笑わせるのは違うの」

### 連載中のエピソードとトラブル
「倦怠期」（1973年11月5日号）
「赤塚不二夫は、みんなを驚かしたい一心から、歯医者に行って「歯を全部抜いてくれ」と注文するも、結局歯医者に説得されて断念した」と、赤塚伝説の一つとしてネット等で流布されているが、その忸怩たる想いをギャグのネタにしたのが、倦怠期に陥ることを恐れた夫があの手この手を使って妻を驚かそうと四苦八苦する姿を描いたこのエピソードである。
「タレント候補 赤塚不二夫」（1977年4月21日号）
漫画に赤塚自らが登場。元祖学歴無用論者と称し、自身のこれまでの半生を故意的に誤字脱字を用いて紹介。読む政権放送としてコミカライズするが、これを真に受けたマスコミ各社から赤塚のもとに問い合わせが殺到する。
そして、このエピソードを描いた一ヶ月後、「赤塚不二夫 政治に漫画を!!」というエピソードで、赤塚自ら、改めて立候補を表明し、マニフェストを策定する。
だが、いずれも愚策の極みともいうべきナンセンスに徹したもので、自らがピエロになりつつも、そのマニフェストそのものが、タレント候補の無能、無策ぶりをメタフォリカルに揶揄した赤塚らしい落ちだった。
「パワーアップ」（1978年2月13日号）
出来の悪い落ちこぼれの息子を名門私立・開成中学に合格させるべく、あの手この手の頭脳アップを試みる教育一家の馬鹿さ加減ぶりを笑い飛ばしたエピソードで、作中、開成中学との対比で、実在する区立Ａ中学の名前を頻繁に出したことが問題視され、『週刊文春』編集部宛てに、区立A中学より内容証明と併せて抗議文が送り付けられた。
実際、A中学は、区内でも学力水準の高い学校であるものの、このような差別的とも取れるジョークは、受験期を控え、動揺しやすい生徒に悪影響を及ぼすものであり、教育的配慮が足りないというのがA中学側の主張であった。
ちなみに、A中学は、この時『週刊文春』の赤塚番記者の出身中学で、実在の固有名詞を使用したのも、ギャグに深みとリアリズムが滲み出ることを狙った演出に過ぎなかったと、その後赤塚は語っている。
その後、『週刊文春』誌上で、謝罪文を掲載することと、単行本収録の際には、A中学の名を削除することを誓約し、事態は収束するが、当該エピソードが単行本収録された際、A中学の名が削除されることはなかった。
赤塚はこの件を受けて『文藝春秋』1978年5月号に手記『抗議される側の論理』を発表した。また、1978年2月28日の「読売新聞」朝刊に「ダメ中学にされちゃった」という題でいち早く取り上げられている。

### 担当編集者
- 初代担当編集者（1972年10月〜1974年3月）平尾隆弘
- 2代目担当編集者（1974年4月〜1975年3月）五井幹雄
- 3代目担当編集者（1975年4月〜1977年3月）松井清人
- 4代目担当編集者（1977年4月〜1978年3月）不明
- 5代目担当編集者（1978年4月〜1979年3月）青山徹
- 6代目担当編集者（1980年4月〜1981年3月）不明
- 7代目担当編集者（1981年4月〜1982年3月）阿部雄輔

4代目、6代目を除く5名は『週刊文春「ギャグゲリラ」傑作選』巻末の座談会に出席、赤塚との思い出を語っている。

## サブタイトルリスト
ここでは、連載のプロトタイプとなった読切作品『護送』と、単行本で『ギャグゲリラ』の一作として『ダリラリラーン』と改題の上収録されている『ホッカイローのケイコターン』を含めてリスト化する。
番外編
『ホッカイローのケイコターン』（単行本化の際「ダリラリラーン」と改題）／「サンデー毎日増刊」劇画＆マンガ第3集1970年8月7日
読切
『護送』／『週刊文春』1972年8月21日号
1972年
1／あるケツ婚／『週刊文春』1972年10月16日号
2／酒／10月23日号
3／下痢／10月30日号
4／かえしてーっ／11月6日号
5／もっとぶって！／11月13日号
6／おお無情／11月20日号
7／捨てないで！！／11月27日号
8／ギブアップ／12月4日号
9／日本劣頭改造論／12月11日号
10／真実一路（1972年版）／12月25日号
1973年
11／落選／1973年1月1日号
12／人間模様／1月8日号
13／どうして？／1月22日号
14／？？？／1月29日号
15／パンティ／1月22日号
16／クミトリ物語／2月5日号
17／ダブダブ／2月12日号
18／チカンですよ／2月19日号
19／わしゃ知らーん／2月26日号
20／（記号）／3月5日号
21／旅立ち／3月12日号
22／小説作法／3月19日号
23／ガキ／3月26日号
24／家庭教師／4月2日号
25／もうアカン！！／4月9日号
26／なんとかなりませんか？／4月16日号
27／生きがい／4月23日号
28／天然痘？／4月30日号
29／ヤハーン！！／5月7日号
30／ババぬき／5月14日号
31／ゴミ／5月21日号
32／百面相／5月28日号
33／あんたも好きねえ／6月4日号
34／もうダメ！！／6月11日号
35／オンナ／6月18日号
36／盗聴／6月25日号
37／インキン／7月2日号
38／SFマンガ／7月9日号
39／わたしの城／7月16日号
40／大は小をかねない／7月23日号
41／やれるものならやってみな！！／7月30日号
42／飲め！！／8月6日号
43／悪の花園／8月13日号
44／コレモン／8月20日号
45／お化けェ〜／8月27日号
46／にぶい！！／9月3日号
47／ゴロツキ／9月10日号
48／ダッチョウ／9月17日号
49／おてんばアン／9月24日号
50／ヘ〜ソオ？／10月1日号
51／パー3／10月8日号
52／サイン／10月15日号
53／風と共に去りぬ／10月22日号
54／詩人／10月29日号
55／倦怠期／11月5日号
56／直撃／11月12日号
57／ヘタのヨコずき／11月19日号
58／火あそび／11月26日号
59／ジャバジャバ／12月3日号
60／エンヤートット／12月10日号
61／ユメ／12月17日号
62／足りない！！／12月24日・31日合併号
1974年
63／ハッハーッ！！／1974年1月7日号
64／フラ夫婦／1月15日号
65／ヒーロー／1月22日
66／モン・パリ／1月29日号
67／勝て、ガリ勉で合格の範ちゅうに／2月4日号
68／尊敬します！！／2月11日号
69／男の世界／2月18日号
70／にいちゃん／2月25日号
71／ああだれにもふるさとがある／3月4日号
72／大ファン／3月11日号
73／恋人／3月18日号
74／戦中派／3月25日号
75／小野田派／4月1日号
76／男の長風呂／4月8日号
77／新入社員／4月15日号
78／趣味／4月22日号
79／カーッコイイ！！／4月29日号
80／モクモクモク／5月6日号
81／恐怖の四角四面人間／5月13日号
82／恐怖の整理整頓人間／5月20日号
83／ながら族／5月27日号
84／ようようよう／6月3日号
85／カァーッ／6月10日号
86／大当たりィ／6月17日号
87／五つの大切、十の反省（1974年版）／6月24日号
88／怒らない、怒らない／7月1日号
89／たつ！！／7月8日
90／かあちゃ〜ん／7月15日号
91／ケツ癖性／7月22日号
92／うらめしや〜／7月29日号
93／やもめのジョナサン／8月5日号
94／直木賞／8月12日号
95／カイカイカイーッ／8月19日号
96／いけません！！／8月26日号
97／おねがい／9月2日号
98／刑事コロンボ／9月9日号
99／どうしてですか？／9月16日号
100／警部アカンボ／9月23日号
101／恐怖の仕事人間／9月30日号
102／いずこへ？／10月7日号
103／もうイヤッ！！／10月21日号
104／男なら！！／10月28日号
105／引退／11月4日号
106／わたしは泣いています／11月11日号
107／うちの人脈金脈／11月18日号
108／ねむいよ〜／11月25日号
109／転向／12月2日号
110／ダイコン／12月9日号
111／やーめたっ！！／12月16日号
112／バカタレ／12月23日号
1975年
113／落としアナ／1975年1月1日号
114／ヘビー・スモーカー／1月8日号
115／初夢／1月15日号
116／めざせ！！／1月22日号
117／外遊／1月29日号
118／ゴオ―ッ／2月12日号
119／バレンタインデー／2月19日号
120／景気イイ―ッ！！／2月26日号
121／真実一路（1975年版）／3月5日号
122／愛妻物語／3月12日号
123／あるお歯なし／3月19日号
124／シィーッ！！／3月26日号
125／ワナ／4月2日号
126／カンロク負け／4月9日号
127／とりシリらべ／4月16日号
128／ブスに向かって撃て／4月23日号
129／エンジョイ／4月30日号
130／男はつらいよ／5月7日号
131／女房ヤクほど／5月14日号
132／こんな男に誰がした／5月21日号
133／私はパンティー／5月28日号
134／がんばれ！ジャイアンツ／6月4日号
135／らしくない／6月11日号
136／ムナしい〜／6月18日号
137／不幸中の……／6月25日号
138／ボーナス／7月3日号
139／がんばれ！ジャイアンツ→PART2／7月10日号
140／のみてぇっ！！／7月17日号
141／愛情物語／7月24日号
142／マメがほしいぞ／7月31日号
143／みつげ！！／8月7日号
144／ベースボールママ／8月14日号
145／文芸心中／8月21日号
146／むかないで／8月28日号
147／えにっき／9月4日号
148／デブデブ／9月11日号
149／挫折／9月18日号
150／引っぱりダコ／9月25日号
151／みんなコイコイ／10月2日号
152／疫病神／10月9日号
153／福の神／10月16日号
154／いま学校で…／10月23日号
155／がんばれジャイアンツ（1975年版）／10月30日号
156／いつかギラギラする日／11月6日号
157／ドリーム馬券／11月13日号
158／子は宝／11月20日号
159／艶歌／11月27日号
160／花の女子大／12月4日号
161／男のメンツ／12月11日号
162／時の過ぎゆくままに／12月18日号
163／妻をめとらば／12月25日号
1976年
164／ギャグゲリラスペシャル！！第1弾 ファミリー企画／1975年1月1日号
165／ギャグゲリラスペシャル！！第2弾 尊敬します！！／1月8・15日合併号
166／峠の我が家／1月22日号
167／夜型／1月29日号
168／ボクちゃん受験生／2月5日号
169／書を捨てよ街へ出よう！！／2月12日号
170／人生の並木道／2月19日号
171／うそ／2月26日号
172／怒れタイ焼きくん！！／3月4日号
173／路線変更／3月11日号
174／明暗／3月18日号
175／婦唱夫随／3月25日号
176／今にみておれ！／4月1日号
178／バンザーイ／4月8日号
179／がんばれジャイアンツ（1976年版）／4月15日号
180／初体験／4月22日号
181／和気あいあい／4月29日号
182／塾・塾・塾！！／5月6日号
183／五月病／5月13日号
184／海外旅行悲歌／5月20日号
185／マゾがき／5月27日号
186／馬ひとすじ／6月3日号
187／ナニがナニしてナンとやら／6月10日号
188／チンプンカンプン／6月17日号
189／勝ち目／6月24日号
190／ダッチライフ／7月1日号
191／愛妻弁当／7月8日号
192／隣は何を……／7月15日号
193／オリバー来る！！／7月22日号
194／夏にご用心； 全国のブスメスに捧げる／7月29日号
195／オリンピックエレジー／8月5日号
196／五つの大切、十の反省（1976年版）／8月12日号
197／日本語のために／8月19日号
198／不死鳥／8月26日号
199／ファミリー／9月2日号
200／マグニチュード69／9月9日号
201／がんばれジャイアンツ！！／9月16日号
202／17年目の浮気／9月23日号
203／人べらし／9月30日号
204／ぼくの負けだよ／10月7日号
205／幼稚園売春／10月14日号
206／お見合い／10月21日号
207／祝長嶋巨人軍“V1”！！／10月28日号
208／こんな女に誰がした…／11月4日号
209／巨匠／11月11日号
210／痛しかゆし！！／11月18日号
211／総選挙近し！！／11月25日号
212／イメチェン候補／12月2日号
213／新手必敗／12月9日号
214／初心忘るべからず／12月16日号
215／ニッポンの悲劇／12月23・30日合併号
1977年
216／ギャグゲリラスペシャルPART Iドロ忘年会／1977年1月6日号
217／ギャグゲリラスペシャルPART II（イ）ヌも歩けば…／1月13日号
218／成人だもーん／1月20日号
219／受験マシン／1月27日号
220／みがわり／2月3日号
221／放火して〜ン／2月10日号
222／ネットワーク／2月17日号
223／異常寒波／2月24日号
224／入ります！！／3月3日号
225／がんばれタブチ／3月10日号
226／右へならえ／3月17日号
227／ネコに200カイリ／3月24日号
228／サクラチル／3月31日号
229／年代もの／4月7日号
230／あんたが大将／4月14日号
231／タレント候補 赤塚不二夫／4月21日号
232／過保護派／4月28日号
233／ダメおやじ／5月5日号
234／赤塚不二夫 政治に漫画を！！／5月12日号
235／事前運動； その1／5月19日号
236／WHERE ARE YOU FROM？／5月26日号
237／ダービー／6月2日号
238／お弁当／6月9日号
239／ジャパニーズグラフィティ／6月16日号
240／バーにて…／6月23日号
241／いよいよ いよいよだ！！／6月30日号
242／コレラ／7月7日号
243／三文文士／7月14日号
244／1票差／7月21日号
245／夏休み／7月28日号
246／ペンフレンド／8月4日号
247／殺したいっ！！／8月11日号
248／根性！／8月18日号
249／太平洋に捧ぐ／8月25日号
250／756号／9月1日号
251／副作用／9月8日号
252／僕って何／9月15日号
253／オネガイします／9月22日号
254／ラリパッパ〜／9月29日号
255／秋六題／10月6日号
256／小学生諸君／10月13日号
257／のんだら歌うな 歌うならのむな／10月20日号
258／名門！！／10月27日号
259／人間の証明／11月3日号
260／探ってやる／11月10日号
261／秋深し……／11月17日号
262／余の辞書に……／11月24日号
263／お下げ渡し／12月1日号
264／ウジウジ……／12月8日号
265／がんばれジャイアンツ（1977年版）／12月15日号
266／10大ニュース／12月22日号
1978年
267／ニタニタァ〜／1月5日号
268／年のはじめに／1月12日号
269／六法ふさがり／1月19日号
270／おまわりさん／1月26日号
271／テレビジャック／2月2日号
272／天妻／2月9日号
273／チャンチャカチャン／2月16日号
274／パワーアップ／2月23日号
275／お父さんの日々／3月2日号
276／サクラチル／3月9日号
277／のんきな父さん／3月16日号
278／打ち止め／3月23日号
279／まんが昔話／3月30日号
280／新入社員／4月6日号
281／仲よきことは……／4月13日号
282／あるときは……／4月20日号
283／嫌煙法成立！／4月27日号
284／これは余波った／5月4日号
285／トンデレラ／5月11日号
286／ゲイ察官／5月18日号
287／ハンタイのサンセイ／5月25日号
288／死のサイン／6月1日号
289／チェック・チェック／6月8日号
290／カラオケ狂走曲／6月15日号
291／父の日に／6月22日号
292／不安ファン／6月29日号
293／毛劣社員／7月6日号
294／スターウォーズ！！！／7月13日号
295／子はカスがいい／7月20日号
296／ギブアップ／7月27日号
297／ガーガーッ／8月3日号
298／スケベ飛んでけーっ／8月10日号
299／カエルの子は…／8月17日号
300／ああ！！甲子園／8月24日号
301／おとなの絵日記／8月31日号
302／変態夜／9月7日号
303／イスの上にも3年／9月14日号
304／やったぞ1000号／9月21日号
305／プレイバック78／9月28日号
306／フレーフレー！！／10月5日号
307／巨人の星／10月12日号
308／絶体絶命／10月19日号
309／代理戦争！！／10月26日号
310／お山の大将／11月2日号
311／先生先生 それは先生〜／11月9日号
312／先生先生 それは先生〜PART2／11月16日号
313／先生先生 それは先生〜PART3／11月23日号
314／便乗商法／11月30日号
315／江川方式／12月7日号
316／もうイヤイヤッ！！／12月14日号
317／忘年会／12月21日号
1979年
318／新聞によりますと…［10大ニュース］／1月4日号
319／少年老い易く…／1月11日号
320／お正月には…／1月18日号
321／新成人病／1月25日号
322／正気の沙汰でないとフィー婆ァ！！／2月1日号
323／くじ燃える／2月8日号
324／おふくろさんよ〜／2月15日号
325／Mr.BOOBOO／2月22日号
326／寄らば刺すぞ！！／3月1日号
327／窓際族／3月8日号
328／春風にのって／3月15日号
329／キャリア・ボーイ／3月22日号
330／〇〇〇〇が好きだから〜／3月29日号
331／珍事異動／4月5日号
332／きよき一票／4月12日号
333／お礼まいり／4月19日号
334／ドアハンター／4月26日号
335／ちょっとまずい話／5月3日号
336／復讐するには女房にあり／5月10日号
337／文なしよりのメッセージ／5月17日号
338／Mr.blue／5月24日号
339／酒廻乱舞／5月31日号
340／ヤンベーダー／6月7日号
341／お熱いのがお好き／6月14日号
342／父の肖像／6月21日号
343／スペシャルお中元／6月28日号
344／尺八谷怪談／7月5日号
345／この夏一気にチャンピオン／7月12日号
346／銀座鉄道999.999号／7月19日号
347／パンチDEデート／7月26日号
348／鯨道一筋／8月2日号
349／多いなる脱走／8月9日号
350／われは海の子／8月16日号
351／バカ盆／8月23日号
352／まだまだあるぞ野生の証明／8月30日号
353／社長一族の謀略／9月6日号
354／ANY BAR／9月13日号
355／トラさんシリーズ 坊主はつらいよ 幽霊編／9月20日号
356／監督宣言／9月27日号
357／カラリーマン／10月4日号
358／衝動告発 息子よ／10月11日号
359／一週間に十日こい／10月18日号
360／衝動占い 天中殺よ／10月25日号
361／国際テレフォンショッピング／11月1日号
362／ニャンちゅーか 本ちゅーか／11月8日号
363／チェッ ジバラ！！／11月15日号
364／刺青文化祭／11月22日号
365／もってけ泥棒／11月29日号
366／ミツビッシーの賭博師／12月6日号
367／同期のエロ桜／12月13日号
368／忘電会／12月20・27日合併号
1980年
369／私の重大ニュース／1月3日号
370／なんてったって80年／1月10日号
371／書きぞめ漫画 サルのはじめのためしとて／1月17日号
372／すなおな精子たち／1月24日号
373／おもろい夫婦／1月31日号
374／スパイ大作戦／2月7日号
375／復活の日 数の子版／2月14日号
376／地獄の黙示録／2月21日号
377／理由なき反抗／2月28日号
378／たいしたたまげた キャベツだハクサイ／3月6日号
379／モッキングバードのいる部屋／3月13日号
380／悪貨は良貨を駆逐する／3月20日
381／眠れる早稲田の杜の教授／3月27日号
382／教育は人間の墓場なり／4月3日号
383／にっぽんナウいばなし／4月10日号
384／家男／4月17日号
385／不思議妻／4月24日号
386／不倫ボイコット／5月1日号
387／値上げのために吸いすぎに注意しましょう／5月8日号
388／悪魔の棲む金／5月15日号
389／ヒッチコック劇場／5月22日号
390／神聖悲劇／5月29日号
391／選挙シンドローム／6月5日号
392／キューリはなんにも言わないけれど…／6月12日号
393／風淋菓山／6月19日号
394／かなり古いシャレですが デンワ急げ／6月26日号
395／江川の勝手でしょ／7月3日号
396／最近のポパイ本たちはそれなりもんだ／7月10日号
397／屋台骨グーラグラ／7月17日号
398／大都会の抑圧／7月24日号
399／あこがれのハワイ航路／7月31日号
400／こわ〜いお話／8月7日号
401／とても好きサ〜／8月14日号
402／コメディ／8月21日号
403／八月の忘れられた砂／8月28日号
404／2000円ポッキリ！／9月4日号
405／ジャリパックあれこれました／9月11日号
406／30年あれこれまして／9月18日号
407／性技の味方／9月25日号
408／博士の異常な愛情／10月2日号
409／チェンジリングパートナー／10月9日号
410／お食事まで／10月16日号
411／引退屋／10月23日号
412／法の抜け穴／10月30日号
413／蒼い時・男性版／11月6日号
414／野球死すべし／11月13日号
415／真秋の夜の夢／11月20日号
416／ワッワッワー輪がいくつ／11月27日号
417／百恵ちゃんおめれちょうごらいまひゅー！！／12月4日号
418／食べ売り住宅／12月11日号
419／父よあなたは強かった／12月18日号
420／この物語はフィクションであり 特定の人物、会社、団体、国家とは関係ありません／12月25日号
1981年
421／重大ニュース／1月1・8日号
422／ブラックホー夢／1月15日号
423／雪山惨禍／1月22日号
424／巨人のジョー／1月29日号
425／ああユーカイ、ユカイ／2月5日号
426／暴力教室／2月12日号
427／すらばしき仲間／2月19日号
428／病はキフから／2月26日号
429／ノーパン漫画／3月5日号
430／ローマ法王来日記念漫画／3月12日号
431／リ茶―ド・店バレン／3月19日号
432／地獄の特訓／3月26日号
433／こんにちは赤ちゃん／4月2日号
434／花よりハダカ／4月9日号
435／侵入斜員／3月16日号
436／貼りきりコンパ／4月23日号
437／□□□□・□□□／4月30日号
438／金入社員／5月7日号
439／タルテート・ステーツ／5月14日号
440／行楽シーズン余話／5月21日号
441／特派員だより／5月28日号
442／作らず、持たず、持ち込まず／6月4日号
443／日本映画の現状／6月11日号
444／なんとなくコロシタル／6月18日号
445／香睡魔／6月25日号
446／音声多重社員／7月2日号
447／クビスタル留学生／7月9日号
448／お中幻／7月16日号
449／小さな新札大きなお世話／7月23日号
450／熱球夜／7月30日号
451／おみゃーはウルフきゃ／8月6日号
452／ウナギの出てきた日／8月13日号
453／かあさんあの日本語はどこへ行ってしまったんでしょうね…／8月20日号
454／はしご大好き／8月27日号
455／トラ！トラ！マラ？／9月3日号
456／ジャパニーズ・バイオレンス／9月10日号
457／あまから夫婦／9月17日号
458／オフィス・ラブ／9月24日号
459／シルバー編集部／10月1日号
460／クサイものには…／10月8日号
461／求職戦線異状あり／10月15日号
462／にゃごやオリンピック／10月22日号
463／頭の中はどんな顔？／10月29日号
464／自業自爆／11月5日号
465／一句ヒットでもひねって／11月12日号
466／ケツまくり／11月19日号
467／なめんなよ／11月26日号
468／にゃんとかセント／12月3日号
469／猫町／12月10日号
470／ゲーは身を助く／12月17日号
471／イチネンノロウヲシュクシサチオオカレトノム／12月24日号
1982年
472／重大事件おりこみ太閤記／1月7日号
473／この漫画読まないで！／1月14日号
474／必勝懸命／1月21日号
475／中華のぞき三昧／1月28日号
476／カレーなる一日／2月4日号
477／食は広州にあり 自然食は広岡にあり／2月11日号
478／センコーバレンタインデーの虐殺／2月18日号
479／タワーリング・パラダイス／2月25日号
480／夜間飛行／3月4日号
481／事実は漫才より奇なり／3月11日号
482／ニセものはダリだ／3月18日号
483／ロッキー3／3月25日号
484／フリートレイン／4月1日号
485／花の命は短くて／4月8日号
486／北五百円札物語／4月15日号
487／ワン壁の母／4月22日号
488／化石の好々爺／4月29日号
489／やりたい！／5月6日号
490／ギャグ噴射／5月13日号
491／あなたは読んだことがありますか／5月20日号
492／迷い上戸／5月27日号
493／民営化ウンコ反対／6月3日号
494／爆弾三勇士／6月10日号
495／おいしい生活／6月17日号
496／トルコ昴進曲／6月24日号
497／大日本帝国夫人／7月1日号
498／オトカメ／7月8日号
499／巨人にナガシメ／7月15日号
500／江戸八十七分署／7月22日号
501／王室アルバム／7月29日号
502／はえちゃダメ！／8月5日号
503／ポルタ―買スト／8月12日号
504／規律！霊／8月26日号
505／悪魔の民食／9月2日号
506／ニャロメのおもしろ医学教室／9月9日号
507／ニセ丹本物店／9月16日号
508／顔作作家／9月23日号
509／就職戦線異常あり／9月30日号
510／家中の人／10月7日号
511／奇術は小説より奇あり／10月14日号
512／女はつらいよ 就職編／10月21日号
513／お決りですかレレレのレー／10月28日号
514／かわいい優子は誰のもの／11月4日号
515／アフリカ区ナガタ町／11月11日号
516／やれうつなポリス手をする足をする／11月18日号
517／東京アンタッチャブル／11月25日号
518／老けていいとも／12月2日号
519／芸は身を滅ぼす／12月9日号
520／打撃王ゲーリーグ／12月16日号
521／重大ニュース82／12月23日号

## コミックス
- 朝日ソノラマ・全3巻（1974年8月〜1975年1月、タイトルは『赤塚不二夫のギャグ・ゲリラ』）
- 曙出版・全4巻（1977年1月〜4月）
- 立風書房・全8巻（1980年1月〜7月、タイトルは『ギャグゲリラ大全集』）
- 双葉社・全5巻（1984年5月〜7月）
- ごま書房・全12巻（1999年3月〜2001年2月、立風書房版をそのまま復刊したもの。）
- 小学館・赤塚不二夫漫画大全集DVD-ROM 全15巻（2002年7月、ただし、13巻、14巻、15巻は、『ギャグゲリラ1980』『ギャグゲリラ1981』『ギャグゲリラ1982』のタイトルで区分けされている。05年にはオンデマンド出版により書籍化。）
- 文藝春秋・全1巻（2009年8月、タイトルは『週刊文春「ギャグゲリラ」傑作選』）

この他に『赤塚不二夫1000ページ』（話の特集・ 1975年11月、 扶桑社・1998年12月）や『赤塚不二夫爆笑ランド　面白すぎてこれでいいのだ！！』（講談社・2011年5月）などのアンソロジーでも読むことが出来る。
時事漫画としての質の高さを買われ、『日本の教育1978』（現代書館・1978年6月）には受験戦争を取り上げた「受験マシン」（『週刊文春』1977年1月27日号）が、『日本の教育1981』（現代書館・1981年4月）には校内暴力を取り上げた「暴力教室」（『週刊文春』1981年2月12日号）が抄録された。
フジオ・プロが販売する電子書籍版が全16巻（2010年7月）もあり、eBook Japanで購入することが可能。書籍では未だ未収録の「あこがれのハワイ航路」（『週刊文春』1980年7月31日号）を含めた完全収録となっているが、一部の巻末リストに誤りがある。

## 舞台版ギャグゲリラ
新宿の酒場で知り合った演出家の藤田敏雄から、渋谷公会堂がキャンセルで急に穴が空いたため、何かイベントをやらないかと打診を受け、1977年3月8日、「赤塚不二夫のステージ・ギャグゲリラ」が開催される。
宣伝期間が短かったものの、当日は1500人以上の観客を集客し、大きな話題を振り撒いた。
キャストは、座長である赤塚のほか、安藤昇、江波杏子、タモリ、唐十郎、野坂昭如、若松孝二、なぎら健壱、マルセ太郎、上村一夫、高橋伴明、長谷邦夫、中島葵、黒柳徹子が出演し、司会進行を小野ヤスシが務めた。
赤塚の出演パートでは、若松孝二演出によるステージ・ポルノを実演。ベッド上で中島葵のヒップにむしゃぶりついたり、乳房を舐め廻したりと、ポルノ男優顔負けの大熱演を見せ付けた。
同年9月10日からは、東横ホール（現・東横劇場）で九日間連続興行「ギャグゲリラ バカ田大学ギャグ祭」を開催。
佐藤B作、坂本明らの東京ヴォードヴィルショーの面々と大御所喜劇人の由利徹とのジョイントをフィーチャーしたアチャラカ劇で、この公演を機に由利徹との親交を深めた。

## テレビ版ギャグゲリラ
1982年の年末番組として、日本テレビで『ギャグゲリラ』のタイトルを冠し、赤塚も出演したバラエティ番組が放送された。1979年、1980年にも同様の番組があり、ここではそれらも紹介する。
当時の新聞の番組表によると、『ギャグゲリラ』の純粋なコント化という訳ではないようだが、番組で取り上げられた時事ニュースは『ギャグゲリラ』でも取り上げられているものが多い。
構成を担当した高平哲郎のエッセイ『今夜は最高な日々』（新潮社 2010年8月15日刊）では、これらの番組が振り返られている。
『土曜スペシャル 爆笑！激笑！！今年の笑いおさめだ79重大ニュース』
日本テレビ 1979年12月29日放送。
- 出演 - 由利徹、谷啓、研ナオコ、タモリ、小松政夫、団しん也、所ジョージ、松金よね子、たこ八郎、ツービート、赤塚不二夫 他
- 構成 - 滝大作、高平哲郎、広岡豊、日高はじめ 他

『木曜スペシャル 発表！輝け！！80爆笑ニュース大賞・笑いでつづるこの1年』
日本テレビ 1980年12月25日放送。
- 出演 - 由利徹、タモリ、研ナオコ、松田聖子、小松政夫、所ジョージ、加賀まりこ、団しん也、木ノ葉のこ、谷啓、山田康雄、赤塚不二夫 他
- 構成 - 高平哲郎 他

『木曜スペシャル ギャグゲリラ82・明るい日本！重大ニュース』
日本テレビ 1982年12月23日放送。
- 出演 - 由利徹、谷啓、研ナオコ、秋野暢子、松金よね子、夏目雅子、チャンバラトリオ、内藤陳、石井愃一（東京ヴォードヴィルショー）、坂本あきら、佐渡稔、花王おさむ、魁三太郎、九十九一、小林のり一、斎藤晴彦、山本晋也、児島美ゆき、木ノ葉のこ、高見恭子、所ジョージ、植木等、小松政夫、赤塚不二夫 他
- 構成 - 高平哲郎 他